# Флаг Боливии
Госуда́рственный флаг Боли́вии представляет собой прямоугольное полотнище с соотношением сторон 15:22, состоящее из трёх равновеликих горизонтальных полос: верхней — красного, средней — жёлтого и нижней — зелёного цвета. В центре флага помещено изображение герба Боливии. Флаг принят в 1851 году. Несмотря на то, что у Боливии больше нет выхода к морю, в стране существует военно-морской флаг, используемый на речных и озёрных судах. Девять звёзд на морском флаге обозначают девять департаментов Боливии, большая звезда обозначает право на выход к морю, потерянное в результате Тихоокеанской войны в 1884 году.

## Цвета полос флага Боливии
Красный цвет флага Боливии символизирует кровь национальных героев, жертвенность и любовь, жёлтый — минеральные ресурсы и инков, которые первыми начали их использовать, зелёный — вечную надежду, развитие и прогресс.
| Схема       | Красный        | Жёлтый         | Зелёный         |
| ----------- | -------------- | -------------- | --------------- |
| Pantone     | 485            | Process Yellow | 356             |
| RGB         | 218, 41, 28    | 244, 228, 0    | 0, 122, 51      |
| CMYK        | C0 M95 Y100 K0 | C0 M0 Y100 K0  | C91 M0 Y100 K26 |
| Hexadecimal | #DA291C        | #F4E400        | #007A33         |

## Випала
Согласно Конституции 2009 г., випала (Wiphala, исторический флаг индейцев аймара) является национальным символом Боливии и используется внутри страны в сочетании с государственным флагом (но не заменяя его). Випала изображена в крыже флага ВМФ Боливии справа от государственного флага.

## Флаги коренных народов для официального использования

Випала
Цветочный флаг Патуджу

## Исторические флаги

—
—
—
—

- 17 августа 1825 — 25 июля 1826
- 17 августа 1825 — 25 июля 1826
- 25 июля 1826 — 31 октября 1851
- 25 июля 1826 — 31 октября 1851